# 于干千
于干千（1970年12月—），男，回族，广东人，中华人民共和国政治人物。现任红河学院院长，民革中央常委，民革云南省委主委。第十四届全国政协委员。